# 府中消防署 (東京都)

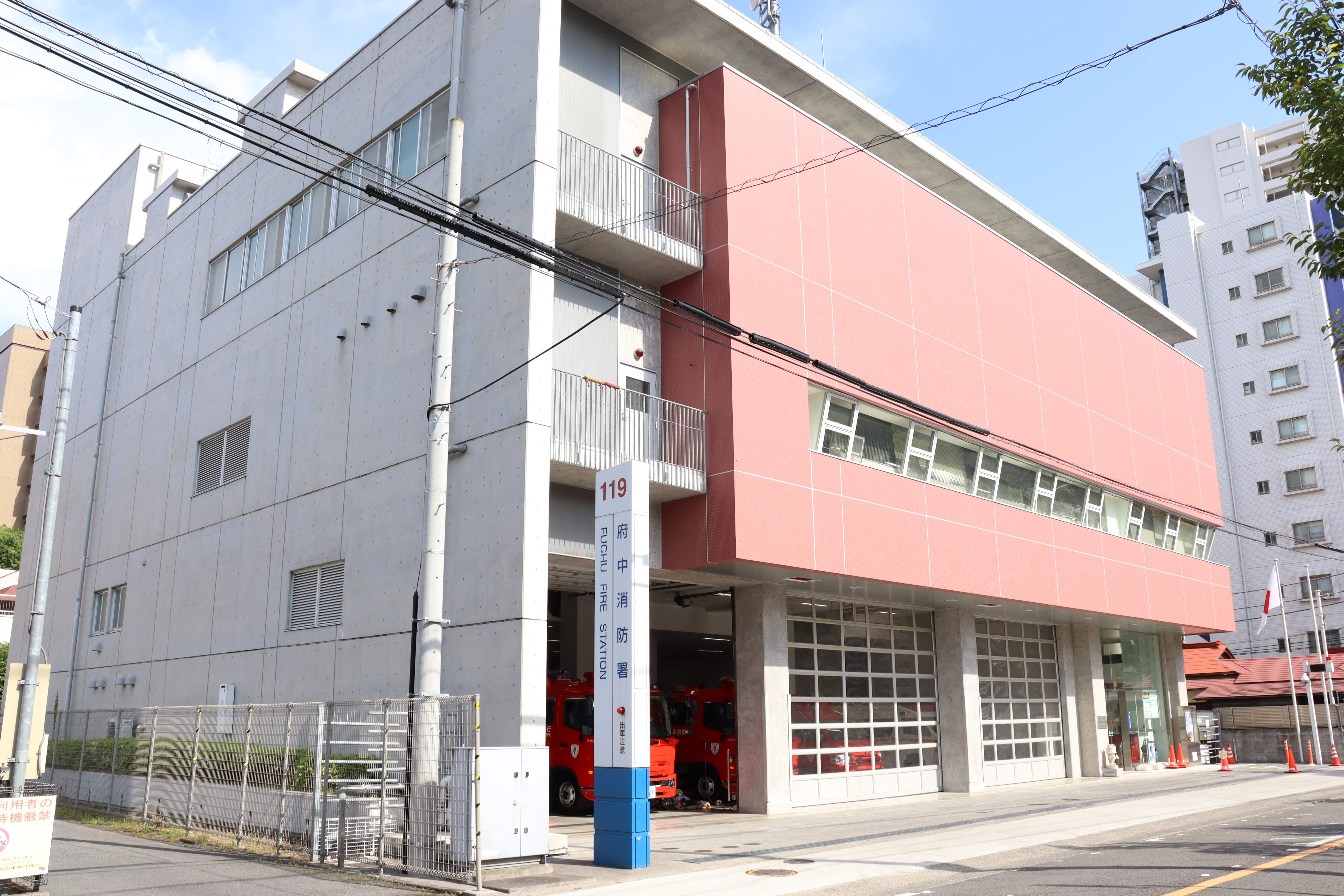
府中消防署本署

府中消防署（ふちゅうしょうぼうしょ）は、東京都府中市にある東京消防庁第八消防方面本部に所属する消防署である。

## 概要
府中市全域が管轄で、本署と4つの出張所からなる。なお本署には府中市中央防災センターが併設されている。

## 沿革
- 1948年3月7日 - 消防組織法の施行にともない、北多摩郡府中町、西府村、多磨村の3町村が合同で「府中地区消防本部」を設置し、府中消防署は同消防本部の管轄となる。
- 1954年4月1日 - 北多摩郡府中町、西布村、多磨村の3町村が合併して府中市となり、それに伴い消防本部も府中市1市単独の「府中消防本部」となる。
- 1958年4月1日 - 救急業務を開始する。
- 1960年
  - 3月31日 - 翌日の消防事務委託に伴い府中市が設置する府中消防本部を廃止。
  - 4月1日 - 東京消防庁に消防事務を委託し、東京消防庁府中消防署となる。
- 1965年3月10日 - 分梅出張所が開設される。
- 1967年4月11日 - 白糸台出張所が開設される。

## 庁舎所在地
本署東京都府中市寿町1丁目5番地
分梅出張所東京都府中市分梅町5丁目9番地
朝日出張所東京都府中市朝日町3丁目13番地
是政出張所東京都府中市是政町2丁目12番地
栄町出張所東京都府中市栄町3丁目1番地

## 部隊配置
以下に消防署本署、出張所に配置されている主要な部隊について記す。

### 本署
- 府中第１
- 府中化学
- 府中はしご
- 府中指揮隊
- 府中救急
- 災害対応救急小隊(府中1との乗り換え)

|  |  |

### 分梅出張所
- 分梅第１
- 分梅第２
- 分梅救急

### 朝日出張所
- 朝日第１(朝日特別消火中隊)
- 朝日第２(朝日特別消火中隊)
- 朝日救助(朝日特別救助隊)
- 朝日救急(特殊陰圧救急車と併用)

### 是政出張所
- 是政第１
- 是政第２
- 是政救急

|  |  |  |

### 栄町出張所
- 栄町第１
- 栄町第２
- 栄町救急

その他
是政出張所・分梅出張所・府中本署にそれぞれ非常用ポンプ車が､府中本署に非常用救急車が置かれており､車両の点検・故障時・非常時には上記の隊が使用する｡